# Alexander Scheer
Alexander Scheer (Berlín Oriental, 1 de juny de 1976) és un actor i músic alemany. Ha guanyat diversos premis nacionals per les seves actuacions al cinema i al teatre, inclòs el premi al "Millor actor protagonista" del cinema alemany i el premi al "Millor actor" del cinema bavarès, tots dos l'any 2019.

## Biografia
Va estudiar al Georg-Friedrich-Händel-Gymnasium a Berlín,centrant-se en la música. A més de cant, tocava el piano i la bateria en diferents grups de música. Va fer el seu primer debut com a petit actor el 1988 al musical infantil de televisió Kai aus der Kasten. Va deixar l'escola després de l'11è grau per treballar en diverses ocupacions.

## Filmografia

### Cinema
- 1999. Sonnenallee
- 2001. Viktor Vogel – Commercial Man
- 2001. Mein Bruder, der Vampir
- 2007. Das wilde Leben
- 2009. 12 Meter ohne Kopf)
- 2010. Im Alter von Ellen
- 2011. Als der Weihnachtsmann vom Himmel fiel
- 2013. Westen
- 2014. Quatsch und die Nasenbärbande
- 2015. Punk Berlin 1982
- 2016. Scrappin
- 2016. Lou Andreas-Salomé, The Audacity to be Free
- 2016. Tschick
- 2017. El jove Karl Marx
- 2017. Pirates of the Caribbean: Dead Men Tell No Tales
- 2018. Gundermann
- 2018. Wach
- 2019. The Aftermath
- 2020. Enfant Terrible
- 2021. Blood Red Sky
- 2022. Rabiye Kurnaz gegen George W. Bush

### Televisió
- 1999. Tatort, episodi Tödliches Labyrinth
- 2003-2005. Berlín, Berlín
- 2004. SK Kölsch, episodi Schmock
- 2005. The Eagle: A Crime Odyssey, epidosdis 9 i 10
- 2008. Meine fremde Tochter
- 2009. Stralsund, episodi Mörderische Verfolgung
- 2010. Carlos
- 2011. Schief gewickelt
- 2012. Eine Hand wäscht die andere
- 2012. Nachtschicht, episodi Geld regiert die Welt
- 2014. Alarm für Cobra 11 – Die Autobahnpolizei, episodi Revolution
- 2014. Letzte Spur Berlin, episodi Machtspiele
- 2014. Tatort, episodi Im Schmerz geboren
- 2015. Tatort, episodi Niedere Instinkte
- 2015. Kommissar Marthaler, episodi  Ein allzu schönes Mädchen
- 2015. Blochin, episodi Das letzte Kapitel
- 2016. Nachtschicht , episodi Ladies First
- 2016. Morgen hör ich auf, 3 episodis
- 2017. Schnitzel geht immer
- 2018. 54 Hours
- 2020. Sløborn, 14 episodis
- 2020. Hausen, 8 episodis
- 2021. Wir Kinder vom Bahnhof Zoo, 2 episodis
- 2022. La casa dels somnis
- 2022. Ze Network

## Premis i nominacions
| Any  | Premi                                                         | Categoria                                 | Obra       | Resultat  |
| ---- | ------------------------------------------------------------- | ----------------------------------------- | ---------- | --------- |
| 2006 | Deutscher Theaterpreis Der Faust                              | Millor intèrpret d'una actuació dramàtica |            | Nominat   |
| 2008 | Ulrich-Wildgruber-Preis                                       | Millor actor                              |            |           |
| 2009 | Schauspieler des Jahres concedit per la revista Theater heute | Actor de l'any                            | Kean       | Guanyador |
| 2018 | Günter-Rohrbach-Filmpreis                                     | Millor actor                              | Gundermann | Guanyador |
| 2019 | Bayerischer Filmpreis                                         | Millor actor                              | Gundermann | Guanyador |
| 2019 | Berliner Kunstpreis                                           | Premi a les arts escèniques               |            | Guanyador |
| 2019 | Premis del Cinema Alemany                                     | Millor actor protagonista                 | Gundermann | Guanyador |